# 陶雅禮
陶雅禮，CMG（英語：Alastair Todd，1920年12月21日—2012年3月27日），英國殖民地官員，1946年加入香港政府任政務官、1957年至1960年任防衛司、1963年至1964年任副輔政司、1966年至1968年任社會福利署署長兼立法局官守議員、1968年至1971年再任防衛司。
陶雅禮退出香港政府後返回英國擔任聖公會牧師。2012年3月27日於英格蘭伊斯特本逝世，終年91歲。

## 外部連結
- 每日電訊報悼文 （页面存档备份，存于）
- 衛報悼文 （页面存档备份，存于）